# Aegus interruptus
Aegus interruptus es una especie de coleóptero de la familia Lucanidae.

## Distribución geográfica
Habita en la India.